# Condado de Charlotte (Novo Brunswick)
O Condado de Charlotte é um dos quinze condados da província canadense de New Brunswick.